# Wilhelm Heintz
Wilhelm Anton Heintz (* 29. August 1888 in Bonn; † 8. November 1966 in Sottrum) war ein deutscher Garten- und Landschaftsplaner.

## Leben und Werk
Nach einer aus gesundheitlichen Gründen abgebrochenen Ausbildung zum Schmied erlernte Heintz autodidaktisch das Gartenfach und arbeitete ab 1908 für über 25 Jahre in verschiedenen norddeutschen Gärtnereien. 1927 legte er erstmals Entwürfe für ein Freilichttheater am Kalkberg in Bad Segeberg vor, war an der späteren Umsetzung allerdings nicht beteiligt.
Im Jahre 1934 trat er als Gartenplaner und Siedlungsberater in das Reichsheimstättenamt der NSDAP und DAF (RHA) ein und traf dort erstmals mit Peter Koller zusammen. Während seiner zweijährigen Tätigkeit entwickelte er zusammen mit seinen Kollegen Theo Prechter und Wilhelm Foeth für eine Reihe von Siedlungsplanungen die Gartengestaltung; so für die Siedlung Mascherode in Braunschweig. Darüber hinaus war er als Autor des RHA für die Zeitschrift „Siedlung und Wirtschaft“ tätig und beriet örtliche Gartenfachleute, die als Lehrsiedler die einzelnen Heimstättensiedlungen betreuten.
1936 eröffnete er ein eigenes Planungsbüro in Berlin und erhielt schnell den Auftrag von Herbert Rimpl, die Grünflächenplanung für die Heinkel-Werke in Oranienburg zu übernehmen. Neben den Gärten und zugehörigen Werkssiedlungen und sämtlichen Sportplätzen richtete er den nahe gelegenen Annahof als Wirtschaftsgärtnerei ein. Der Hof war nach wenigen Jahren in der Lage, über den Bedarf der Werkskantine an Obst und Gemüse überschüssige Waren auf dem regionalen Markt anzubieten.
Ende 1937 begann für Wilhelm Heintz seine bedeutendste Schaffensphase, als er von Rimpl den Auftrag für die Generalgrünflächenplanung für die neu zu errichtende „Stadt der Hermann-Göring-Werke“ (dem heutigen Salzgitter) erhielt. Gleichzeitig wurden mit seiner Hilfe die Grundlagen für die „Stadt des KdF-Wagens“ (heute: Wolfsburg) gelegt. In beiden Stadtneugründungen des Nationalsozialismus war Heintz für die Bodenuntersuchungen zur Feststellung der Eignung für verschiedene Siedlungsnutzung (Stockwerksbau, Kleinsiedlung, Kleingartenanlagen) zuständig, zusätzlich in der Stadt der Hermann-Göring-Werke für die Überwachung der Bauarbeiten bezüglich des richtigen Umgangs mit dem Mutterboden sowie der Großgrünpflanzung zum Schutz der Stadtteile gegen Rauchgase der Industrie. Die Einordnung der Gebäude im Wolfsburger Stadtteil Steimker Berg geht auf seine Planungstätigkeit zurück, ebenso die Anlage des Friedhofs Wolfsburger Moor. Ab 1943 reiste er mehrfach nach Waldbröl, um dort vorbereitende Bodenuntersuchungen zur Errichtung der „Stadt der KdF-Traktorenwerke“ durchzuführen.
Als politisch unbelasteter Fachmann wurde er direkt nach dem Krieg in Derneburg der örtliche Leiter des Wohnungsausschusses zur Unterbringung von Flüchtlingen und gleichzeitig Vorsitzender der dortigen Entnazifizierungskommission.
Auch nach dem Zweiten Weltkrieg war Heintz für beide Städte tätig. Er plante für die Wolfsburger Neuland GmbH Wege und Grünzüge und im Auftrag des Volkswagenkonzerns die Grünanlagen des Parkbads (heute VW-Bad, gebaut nach Plänen von Otto Immendorff, Hildesheim). In Salzgitter flossen seine Gestaltungsvorgaben in den Grünflächenplan der 1960er Jahre ein und bildeten somit eine langfristige Grundlage für die Landschaftsentwicklung der Stadt.